# المروق (المحابشة)

تعديل مصدري - تعديل

المروق هي إحدى قرى عزلة حجر بمديرية المحابشة التابعة لمحافظة حجة، بلغ تعداد سكانها 160 نسمة حسب تعداد اليمن لعام 2004.